# 130º Reggimento fanteria "Perugia"
Il 130º Reggimento fanteria "Perugia" è stata un'unità dell'esercito italiano.

## Storia

### Le origini
Il 130º Reggimento fanteria fu costituito dal deposito dell'81º Reggimento fanteria per dare vita insieme al 129º Reggimento fanteria alla Brigata Perugia il 1º marzo 1915. Dal 28 al 31 maggio la brigata parte per ferrovia da varie sedi dell'Umbria, e si raccoglie a Fontanafredda alle dipendenze della 29ª divisione

### Nella seconda guerra mondiale (1939-1945)
Il Reggimento viene ricostituito il 14 agosto del 1940 con il nome di 130º Reggimento Fanteria "Perugia" dal deposito del 52º Reggimento Fanteria di Spoleto.

## Tempi recenti

Fregio dell'Arma di Fanteria dell'Esercito Italiano (usato per la Fanteria di Linea)

Il reggimento viene sciolto il 30 maggio 1996 a Spoleto (PG) e la sua bandiera di guerra consegnata al Vittoriano a Roma.

## Onorificenze
Il 130º Reggimento fanteria "Perugia" è decorato delle seguenti onorificenze:

### Decorati
- Raffaele Stasi, Tenente

## Stemma
Scudo: inquartato, il primo di rosso al grifone d'argento, coronato d'oro (Perugia); il secondo d'azzurro a tre monti all'italiana d'argento, sormontati da un fiume dello stesso; il terzo d'azzurro all'elmo d'oro di Scanderbeg; il quarto partito: a) d'argento alla croce di rosso; b) di rosso al cavaliere chiuso in un'armatura d'argento su cavallo inalberato impugnante un pennone alla croce rossa in campo bianco (Spoleto).
Corona turrita
Ornamenti esteriori:
lista bifida d'oro, svolazzante, collocata sotto la punta dello scudo, incurvata con la concavità rivolta verso l'alto, riportante il motto: Fata  virtute assecuti.
Onorificenza: accollata alla punta dello scudo con l'insegna dell'Ordine Militare d'Italia pendente al centro del nastro con i colori della stessa.
Nastri rappresentativi delle ricompense al Valore:

## Insegne e Simboli del 130º Reggimento fanteria "Perugia"
- Il Reggimento indossava il fregio della Fanteria (composto da due fucili incrociati sormontati da una bomba con una fiamma dritta).Al centro nel tondino è riportato il numero "130".
- Le mostrine del reggimento erano rettangolari è divisa in due campi verticali di colore amaranto e azzurro. Alla base della mostrina si trova la stella argentata a 5 punte bordata di nero, simbolo delle forze armate italiane.

## Motto del Reggimento
"Fata virtute assecuti" Il significato del motto del reggimento è: "Abbiamo conseguito il destino con il valore".

## Festa del Reggimento
Il reggimento festeggia il combattimento di Fagarè e del Piave avvenuto il 19 giugno del 1918 ove si guadagna la Medaglia d'Argento al Valor Militare.